# Фосони (Тревизо)
Фосони је насеље у Италији у округу Тревизо, региону Венето.
Према процени из 2011. у насељу је живело 76 становника. Насеље се налази на надморској висини од 28 м.